# Jorge Fucile
Jorge Ciro Fucile Perdomo (Montevideo, Uruguay, 19 de noviembre de 1984) es un exfutbolista uruguayo. Jugaba en la posición de defensa. Su último equipo fue el Club Atlético Juventud de Las Piedras. Ha sido 49 veces internacional con la selección uruguaya 16 en partidos amistosos, 4 partidos en la Copa América 2007, 9 partidos de la eliminatoria y 5 partidos en el Mundial de Sudáfrica 2010.

## Selección nacional
Debutó con la selección nacional el 23 de mayo de 2006 en un partido amistoso contra Irlanda del Norte.
En el Mundial de Sudáfrica 2010 cumplió una destacada labor, siendo elegido en algunos portales internacionales (La Gazzetta dello Sport, Cancha llena, entre otros) como parte del once ideal del torneo.
El 12 de mayo de 2014 el entrenador de la selección uruguaya, Óscar Washington Tabárez, incluyó a Fucile en la lista provisional de 28 jugadores con los que inició la preparación para el Copa Mundial de Fútbol de 2014. Finalmente fue confirmado en la lista definitiva de 23 jugadores el 31 de mayo.

### Participaciones en Copas del Mundo
| Mundial      | Sede      | Resultado        | Partidos | Goles |
| ------------ | --------- | ---------------- | -------- | ----- |
| Mundial 2010 | Sudáfrica | 4.º lugar        | 5        | 0     |
| Mundial 2014 | Brasil    | Octavos de final | 1        | 0     |

## Clubes
| Club            | País          | Año           | Part. | Goles | Asist. |
| --------------- | ------------- | ------------- | ----- | ----- | ------ |
| Liverpool       | Uruguay       | 2002-2006     | 67    | 5     | 4      |
| Porto           | Portugal      | 2006-2012     | 156   | 1     | 7      |
| Santos (cedido) | Brasil        | 2012          | 14    | 1     | 1      |
| Porto           | Portugal      | 2013          | 2     | 0     | 0      |
| Nacional        | Uruguay       | 2014-2018     | 109   | 0     | 8      |
| F.C. Cartagena  | España        | 2019          | 11    | 0     | 1      |
| Juventud        | Uruguay       | 2020-2021     | 6     | 0     | 0      |
| Total carrera   | Total carrera | Total carrera | 365   | 7     | 21     |

## Palmarés

### Títulos nacionales
| Título                | Club      | País     | Año  |
| --------------------- | --------- | -------- | ---- |
| Segunda División      | Liverpool | Uruguay  | 2002 |
| Primeira Liga         | Porto     | Portugal | 2007 |
| Copa de Portugal      | Porto     | Portugal | 2007 |
| Primeira Liga         | Porto     | Portugal | 2008 |
| Primeira Liga         | Porto     | Portugal | 2009 |
| Copa de Portugal      | Porto     | Portugal | 2009 |
| Supercopa de Portugal | Porto     | Portugal | 2009 |
| Copa de Portugal      | Porto     | Portugal | 2010 |
| Supercopa de Portugal | Porto     | Portugal | 2010 |
| Primeira Liga         | Porto     | Portugal | 2011 |
| Copa de Portugal      | Porto     | Portugal | 2011 |
| Campeonato Paulista   | Santos    | Brasil   | 2012 |
| Supercopa de Portugal | Porto     | Portugal | 2013 |
| Torneo Apertura       | Nacional  | Uruguay  | 2014 |
| Campeonato Uruguayo   | Nacional  | Uruguay  | 2015 |
| Campeonato Uruguayo   | Nacional  | Uruguay  | 2016 |
| Torneo Intermedio     | Nacional  | Uruguay  | 2017 |
| Torneo Apertura       | Nacional  | Uruguay  | 2018 |
| Torneo Intermedio     | Nacional  | Uruguay  | 2018 |

### Títulos internacionales
| Título                 | Club  | País     | Año       |
| ---------------------- | ----- | -------- | --------- |
| Liga Europa de la UEFA | Porto | Portugal | 2010–2011 |